# Liste der Biografien/Brud
Liste der Biografien |
Portal Biografien |
Personensuche
# |
A |
B |
C |
D |
E |
F |
G |
H |
I |
J |
K |
L |
M |
N |
O |
P |
Q |
R |
S |
T |
U |
V |
W |
X |
Y |
Z |
?
 
Ba |
Be |
Bd |
Bg |
Bh |
Bi |
Bj |
Bl |
Bm |
Bn |
Bo |
Br |
Bs |
Bu |
Bw |
By |
Bz
 
Bra |
Brc |
Brd |
Bre |
Brg |
Bri |
Brj |
Brk |
Brl |
Brn |
Bro |
Brp–Brt |
Bru |
Brv |
Bry |
Brz
 
Brua |
Brub |
Bruc |
Brud |
Brue |
Bruf |
Brug |
Bruh |
Brui |
Bruj |
Bruk |
Brul |
Brum |
Brun |
Brup |
Brur |
Brus |
Brut |
Bruu |
Bruv |
Bruw |
Brux |
Bruy |
Bruz
Die Liste der Biografien führt alle Personen auf, die in der deutschsprachigen Wikipedia einen Artikel haben. Dieses ist eine Teilliste mit 88 Einträgen von Personen, deren Namen mit den Buchstaben „Brud“ beginnt.

## Brud

### Bruda
- Bruda Sven (* 1973), deutscher Rap-Musiker

### Brude
- Brude V. († 763), König der Pikten
- Brude, Erhard (1874–1959), deutscher Maler
- Brude, Ole († 1949), norwegischer Seefahrer
- Brudel, Ralf (* 1963), deutscher Olympiasieger im Rudern (DDR)
- Brudenell, James, 7. Earl of Cardigan (1797–1868), britischer Peer und General im KrimkriegJames Brudenell, 7. Earl of Cardigan (1797–1868)

James Brudenell, 7. Earl of Cardigan (1797–1868)

- Brudenell-Bruce, Charles Frederick (1849–1936), britischer Politiker
- Brudenell-Bruce, Florence (* 1985), britisches Model und Schauspielerin
- Brudenell-Bruce, Michael, 8. Marquess of Ailesbury (1926–2024), britischer Peer und Politiker
- Bruder Hans, deutscher Mariendichter
- Bruder Kostka (1868–1946), deutscher Missionsbruder
- Bruder Philipp, hochmittelalterlicher Autor
- Bruder Walfrid (1840–1915), irischer Mönch und Gründer des Celtic FC
- Bruder Yun (* 1958), chinesischer exilierter christlicher Prediger
- Bruder, Anton (1898–1983), deutsch-böhmischer Maler
- Bruder, Charles (1881–1916), Schweizer Auswanderer
- Bruder, Christian (* 1982), deutscher Nordischer Kombinierer und Skispringer
- Bruder, Danny (* 1969), deutscher Musiker/Musikproduzent, Rapper/Sänger und AutorDanny Bruder (* 1969)

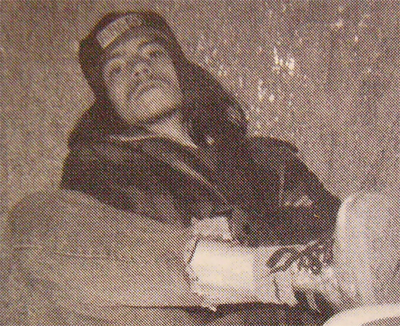
Danny Bruder (* 1969)

- Bruder, Dora (1926–1942), französische Frau und Opfer des Holocaust
- Bruder, Dunja (* 1971), deutsche Biotechnologin und Hochschullehrerin
- Bruder, Edmund (1845–1911), deutscher Orgelbauer in Wismar
- Bruder, Elisabeth (* 1962), Schweizer Pathologin
- Bruder, Franziska (* 1965), deutsche Historikerin, Autorin und Gewerkschafterin
- Bruder, Friedrich (1907–1991), deutscher Politiker (CDU), MdL
- Bruder, Fritz (1907–1975), deutscher Politiker (CDU), MdL
- Bruder, Georg (1856–1916), böhmischer Lehrer und Paläontologe
- Bruder, Georg (* 1979), deutscher Fernsehmoderator und Journalist
- Bruder, Hansruedi (1937–1998), Schweizer Sprinter
- Bruder, Heinz-Helmut, deutscher Szenenbildner
- Bruder, Horst A. (* 1949), deutscher Aphoristiker
- Bruder, Ignaz (1780–1845), deutscher Orgelbauer
- Bruder, Jessica, US-amerikanische Journalistin
- Bruder, Jiří (1928–2014), tschechischer Schauspieler und Synchronsprecher
- Bruder, Jodokus (1442–1529), fünfter Abt der späteren Reichsabtei Ochsenhausen
- Bruder, Karin (* 1960), deutsche Kinder- und Jugendbuchautorin
- Bruder, Karl Hermann (1812–1892), deutscher evangelischer Theologe und Autor
- Bruder, Klaus (1958–1995), deutscher Akkordeonist
- Bruder, Klaus-Jürgen (* 1941), deutscher Psychologe
- Bruder, Ralph (* 1963), deutscher Arbeitswissenschaftler und Hochschullehrer
- Bruder, Regina (* 1953), deutsche Mathematikdidaktikerin und Hochschullehrerin
- Bruder, Rudy (* 1914), belgischer Jazzmusikerg
- Bruder, Ulrich, schweizerischer Kunstschreiner
- Bruder-Bezzel, Almuth (* 1944), deutsche Psychologin
- Brudereck, Christina (* 1969), deutsche Lyrikerin und evangelische Theologin
- Bruderer, Carlos Andrés (* 1967), guatemaltekischer Skirennläufer
- Bruderer, Christian (* 1968), guatemaltekischer Skirennläufer
- Bruderer, Egon (1913–1987), Schweizer Unternehmer
- Bruderer, Jakob (1821–1884), Schweizer Unternehmer und Politiker
- Bruderer, Jakob (1890–1966), Schweizer Bautechniker, Kantonsrat, Regierungsrat und Nationalrat
- Bruderer, Otto (1921–1992), Schweizer Bauunternehmer, Kantonsrat und Regierungsrat
- Bruderer, Pascale (* 1977), Schweizer Politiker (SP)Pascale Bruderer (* 1977)

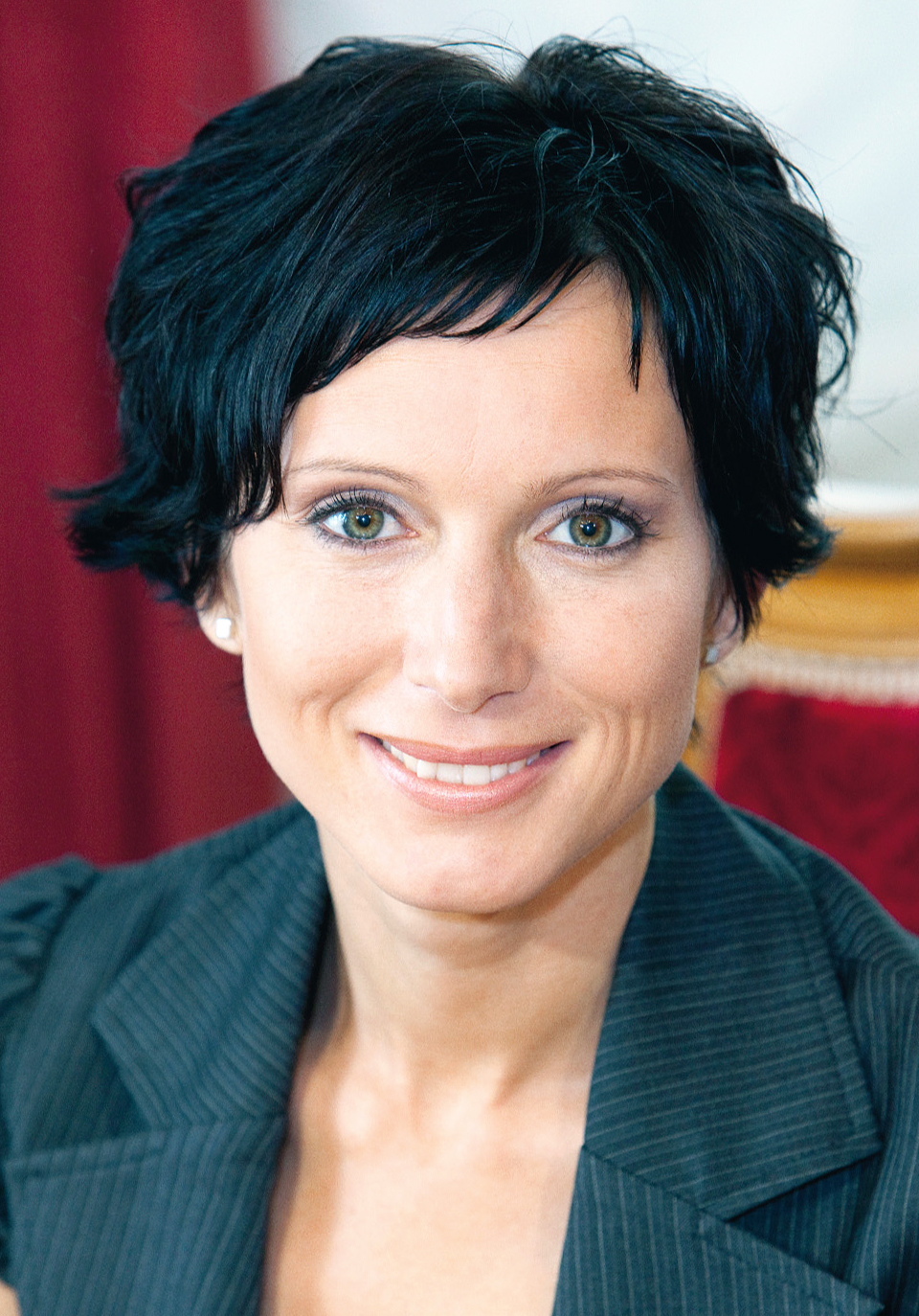
Pascale Bruderer (* 1977)

- Bruderer, Thomas (* 1982), Schweizer Politiker
- Brüderle, Rainer (* 1945), deutscher Politiker (FDP), MdL, MdBRainer Brüderle (* 1945)

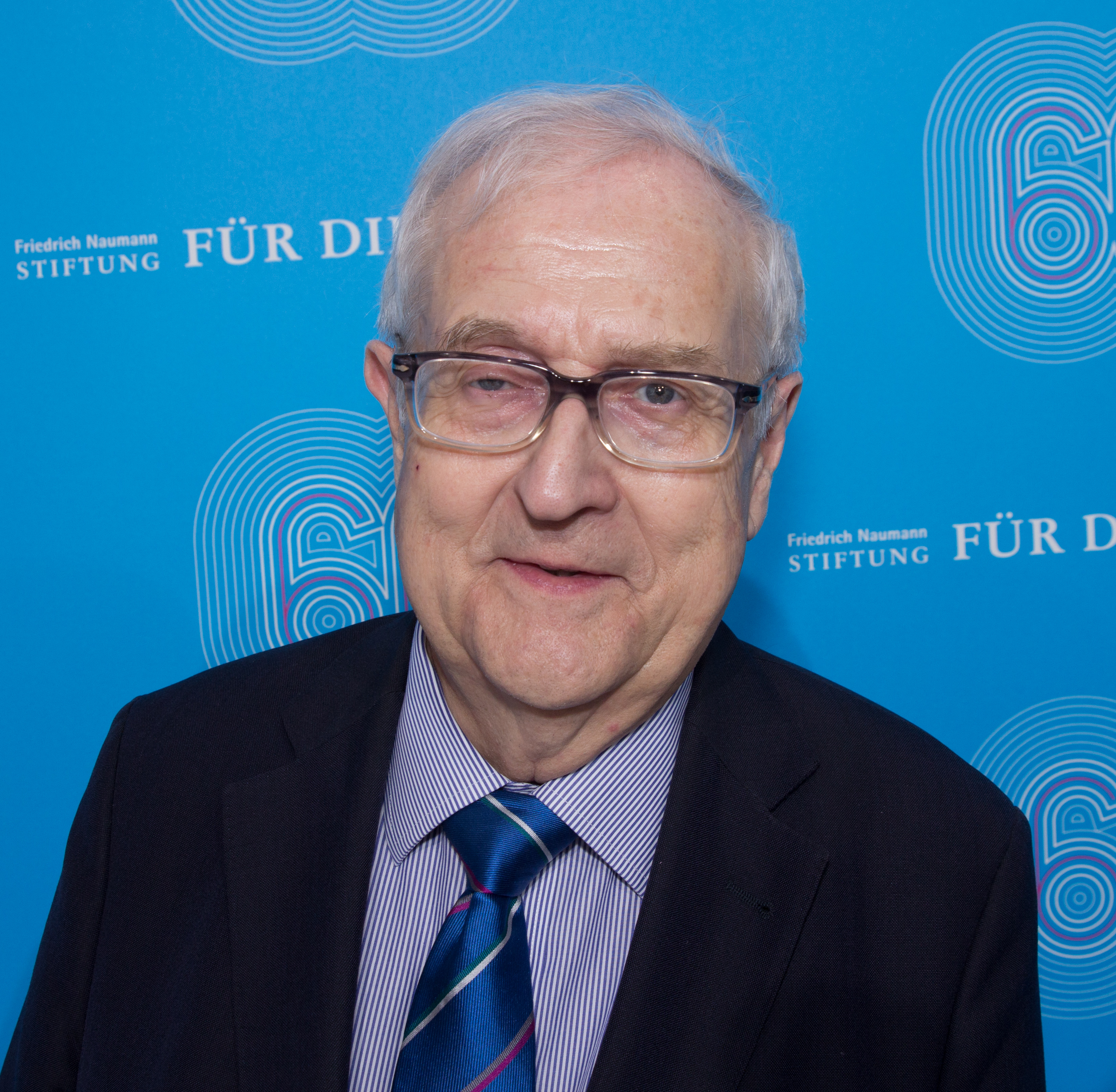
Rainer Brüderle (* 1945)

- Brüderlein, Fritz (1886–1945), deutscher Widerstandskämpfer gegen die nationalsozialistische Gewaltherrschaft
- Brüderlin, Markus (1958–2014), schweizerischer Kunsthistoriker, Kurator und Publizist
- Brüderlin, Willy (* 1894), Schweizer Ruderer
- Brüderlink, Robert (1893–1978), deutscher Elektrotechniker
- Brudermann, Adolf von (1854–1945), österreichisch-ungarischer Offizier, zuletzt im Range eines Generals der Kavallerie
- Brudermann, Anton von (1847–1881), österreichischer Hauptmann
- Brudermann, Katharina (* 1999), österreichische Skilangläuferin
- Brudermann, Rudolf Johann von (1810–1889), österreichischer Offizier, zuletzt im Range eines Generalmajors
- Brudermann, Rudolf von (1851–1941), österreichisch-ungarischer General der Kavallerie im Ersten Weltkrieg
- Brüdermann, Stefan (* 1959), deutscher Historiker und Archivar
- Brudermann, Thomas (* 1981), österreichischer Nachhaltigkeitsforscher und Autor
- Brudermüller, Gerd (1949–2019), deutscher Jurist und Fachbuchautor
- Brudermüller, Martin (* 1961), deutscher Chemiker und Manager
- Brüdern, Gerd (1920–1968), deutscher Schauspieler und Regisseur
- Brüdern, Jörg (* 1962), deutscher Mathematiker
- Brudes, Adolf (1899–1986), deutscher Motorrad- und Autorennfahrer
- Brudevold, Trygve (1920–2021), norwegischer Bobsportler
- Brudevoll, Bjørn (* 1997), norwegischer Skirennläufer

### Brudg
- Brüdgam, Nele-Marie (* 1967), deutsche Journalistin und Autorin
- Brüdgam, Sybille (* 1965), deutsche Fußballnationalspielerin
- Brüdgam, Wenke (* 1984), deutsche Politikerin (PDS, Die Linke)

### Brudi
- Brudi, Christoph (1938–2019), deutscher Maler, Grafiker und Hochschullehrer
- Brudi, Walter (1907–1987), deutscher Maler und Buchgrafiker
- Brudieu, Joan (1520–1591), katalanischer Komponist und Kirchenmusiker
- Brüdigam, Heinz (1929–2003), deutscher Journalist und antifaschistischer Autor
- Brüdigam, Markus (* 1986), deutscher Fußballspieler

### Brudl
- Brudlewsky, Monika (* 1946), deutsche Politikerin (CDU), MdV, MdB

### Brudn
- Brudnjak, Zvonimir (1920–2006), jugoslawischer Virologe
- Brudno, Alexander Lwowitsch (1918–2009), sowjetisch-israelischer Mathematiker und Informatiker

### Brudo
- Brudöhl, Reinhard (1943–1965), deutscher Grenzsoldat, Todesopfer an der innerdeutschen Grenze
- Brudos, Jerome (1939–2006), US-amerikanischer Serienmörder

### Brudt
- Brüdt, Johann (1859–1944), deutscher Schulleiter und heimatkundlicher Schriftsteller

### Brudz
- Brudzewo-Mielzynski, Mathias von (1869–1944), polnischer Politiker, MdR (1903–1914) und Offizier sowie Führer im Dritten Polnischen Aufstand in Oberschlesien (1921)
- Brudziński, Joachim (* 1968), polnischer Politiker, Mitglied des Sejm, Hochschullehrer und Politologe
- Brudziński, Józef (1874–1917), polnischer Kinderarzt